# Livanjska sahat-kula
Livanjska sahat-kula nalazi se u sklopu kompleksa najveće džamije u gradu Livnu, džamije Hadži Ahmeta Dukatara, zvane još i Glavica. Sagrađena je dolaskom Osmanlija u Livno. Cijeli se povijesni kompleks nalazi na posebnoj uzvisini u sklopu brda Bašajkovac, koji dominira nad gradom Livnom. Dukatareva džamija i sahat-kula smještene su u povijesnoj jezgri staroga Livna, u livanjskom Gornjem gradu ili na Fehri, koja je nastala tokom četiristoljetne osmanske vlasti perioda u Bosni i Hercegovini. Dukatareva džamija je, s nešto kasnije izgrađenom sahat-kulom, najreprezentativniji objekt osmanske gradnje u livanjskom kraju i jedan od najljepših primjera tradicionalne sakralne arhitekture iz osmanskog doba. Rapko Orman, poznati livanjski pjesnik i prozaist u svojoj knjizi "Blago pod kupolom" o Glavici kaže: "Stoljećima je po njoj prepoznatljiv grad, vjekovima sija među simbolima". On joj daje počasno mjesto među svih 17 gradskih džamija, koje je Livno imalo tokom svoje prevrtljive povijesti, od kojih je danas u samome gradu ostalo tek njih pet. Uspoređuje je s veličanstvenim primjerima osmanske sakralne arhitekture u Bosni i Hercegovini i stavlja je u isti red sa sarajevskom Gazi Husrev-begovom, banjalučkom Ferhadijom, mostarskom Karađozbegovom ili Aladža džamijom u Foči. 
Konvencionalni sat na sahat-kuli pojavio se u Livnu u isto vrijeme, kad i u ostalim gradovima u zemlji, a služio je pokazivanju vremena. Kako su ručni satovi bili privilegija samo bogatih i imućnih livanjskih begova i trgovaca, sahat-kula je imala funkciju općeg dobra. Po njoj su Livnjaci ravnali svoje dnevne obaveze, odlaske u džamiju, grad, posjete prijateljima, a s njom su išli i u korak s novim vremenom. Noviji izvori ne preciziraju kad je sat izgubio svoju prvotnu namjenu. Priča kaže da ga je po svome povlačenju iz Livna krajem Prvog svjetskog rata demontirala austro-ugarska uprava i odnijela u pravcu Austrije kao sjećanje na svoje vrijeme u Livnu i Bosni i Hercegovini. Cijeli povijesni kompleks Dukatareve džamije i sahat-kule bio je temeljito saniran tokom 1960-ih godinama, no u godinama što su uslijedile ni Dukatareva džamija, ni sahat-kula na Topovima (prema narodnoj predaji ispred džamije su bili zakopani topovi postavljeni u slučaju napada Mletaka, koji kao i cijeli kompleks gledaju prema Dalmaciji) nisu služile svojoj prvotnoj namjeni. Po završetku posljednjeg rata i oštećenja koje je pretrpjela od strane srpskih granata cijeli je kompleks ponovo saniran uz svesrdnu pomoć livanjskih gradskih muslimana. Od nekadašnje ratne galerije i prostora za pjesnička druženja ponovo je nastalo sakralno mjesto pokajanja i vjere. Ipak Državna komisija za očuvanje nacionalnih spomenika smatra da rekonstrukcija kompleksa džamije Hadži Ahmeda Dukatara nije propisno izvršena, jer u radove nisu bili uključeni kompetentni stručnjaci. Osim toga u sklopu cijelog kompleksa izgrađena je i gasulhana, koja se nije najbolje uklopila u povijesni ambijent džamije i sahat kule. Danas je džamija ponovo u svojoj funkciji, a sat na sahat-kuli opet mjeri vrijeme. 
Livanjska sahat-kula se nalazi na privremenoj listi nacionalnih spomenika Bosne i Hercegovine. Razlog zašto nije punopravni nacionalni spomenik jest taj što radovi na obnovi nisu napravljeni prema preporukama Povjerenstva za očuvanje nacionalnih spomenika BiH te na kuli nema ploče tog povjerenstva. Uz njih je nedavno sagrađena gasulhana koja također je razlog zašto ni džamija ni sahat-kula nisu na popisu nacionalnih spomenika, jer stil gradnje, a i materijal nikako nisu sukladni starinskoj džamiji i sahat-kuli.
Rapko Orman (Rapko Orman: Livanjske potkupolne džamije) istraživao je nastanak džamija u Livnu kroz turske popise (deftere) i ustanovio da je od 1528. do 1604. godine, i Glavica džamija u sklopu koje je sahat-kula nije navedena u tim popisima.